# أورس تسيمرمان
أورس تسيمرمان مواليد 29 نوفمبر 1959 في سولوتورن، سويسرا، هو دراج سويسري سابق في صنف سباق الدراجات على الطريق.

## روابط خارجية
- أورس تسيمرمان على موقع أرشيف الدراجات (الإنجليزية)
- أورس تسيمرمان على موقع إحصائيات الدراجات الإحترافية (الإنجليزية)
- أورس تسيمرمان على موقع CycleBase (الإنجليزية)